# Lễ hội chọi trâu Bảo Hà
Lễ hội chọi trâu Bảo Hà là lễ hội chọi trâu được tổ chức nhân lễ hội xuống đồng vào ngày thìn đầu năm của người Tày và lễ hội đền Bảo Hà vào 16/7 Âm lịch hàng năm tại làng Lúc (bản Lúc 1), xã Bảo Hà, huyện Bảo Yên. Đây là lễ hội cầu thịnh vượng, hạnh phúc cho muôn dân có từ cuối thời Nhà Lê.

## Bài liên quan
- Trâu Bảo Yên
- Lễ hội truyền thống đền Bảo Hà 2016 Lưu trữ ngày 3 tháng 10 năm 2016 tại Wayback Machine